# Thuốc thử Folin-Ciocalteu
Thuốc thử Folinifer Ciocalteu (FCR) hoặc thuốc thử phenol của Folin hoặc thuốc thử Folin, Denis, còn được gọi là phương pháp tương đương axit gallic (GAE), là hỗn hợp của phosphomolybdate và phosphotungstate được sử dụng cho xét nghiệm so màu.[1] Nó được đặt theo tên của Otto Folin, Vintilă Ciocâlteu và Willey Glover Denis.
Hấp thụ nồng độ tyrosine khác nhau phản ứng với thuốc thử Folin-Ciocalteu được phát hiện ở bước sóng 660 nm
Thuốc thử không chỉ đo phenol, mà sẽ phản ứng với bất kỳ chất khử nào. Do đó, nó đo tổng công suất khử của mẫu, không chỉ các hợp chất phenolic. Thuốc thử này là một phần của xét nghiệm protein Lowry, và cũng sẽ phản ứng với một số hợp chất chứa nitơ như hydroxylaminevà guanidine.[2] Thuốc thử cũng đã được chứng minh là có phản ứng với thiols, nhiều vitamin,guanine gốc nucleotide, bộ ba glyceraldehyd và dihydroxyacetone và một số ion vô cơ. Sự tạo phức đồng làm tăng khả năng phản ứng của phenol đối với thuốc thử này.[3]
Thuốc thử này khác với thuốc thử của Folin, được sử dụng để phát hiện các amin và các hợp chất có chứa lưu huỳnh.
Một bài báo năm 1951 có tên "Đo lường protein bằng thuốc thử Folin phenol" [4] là bài báo được trích dẫn nhiều nhất trong.Chỉ số trích dẫn khoa học năm 1919, với 187.652 trích dẫn.[5]

## Ý nghĩa sinh lý
Vì nó đo khả năng chống oxy hóa trong ống nghiệm, thuốc thử đã được sử dụng để phân tích thực phẩm và chất bổ sung trong khoa học thực phẩm. Khả năng hấp thụ gốc oxy (ORAC) từng là tiêu chuẩn công nghiệp cho sức mạnh chống oxy hóa của toàn bộ thực phẩm, nước ép và phụ gia thực phẩm.[6] [7] Các phép đo và xếp hạng trước đó của Bộ Nông nghiệp Hoa Kỳ đã bị rút lại vào năm 2012 vì không liên quan đến sinh học đối với sức khỏe con người, đề cập đến việc không có bằng chứng sinh lý cho polyphenol có đặc tính chống oxy hóa in vivo.[8]Do đó, phương pháp ORAC, chỉ bắt nguồn từ các thí nghiệm in vitro, không còn được coi là phù hợp với chế độ ăn uống hoặc sinh học của con người.
Xét nghiệm khả năng chống oxy hóa tương đương Trolox - cũng dựa trên sự hiện diện của polyphenol - là một phép đo thay thế trong ống nghiệm về khả năng chống oxy hóa.[9]